# Otis Redding

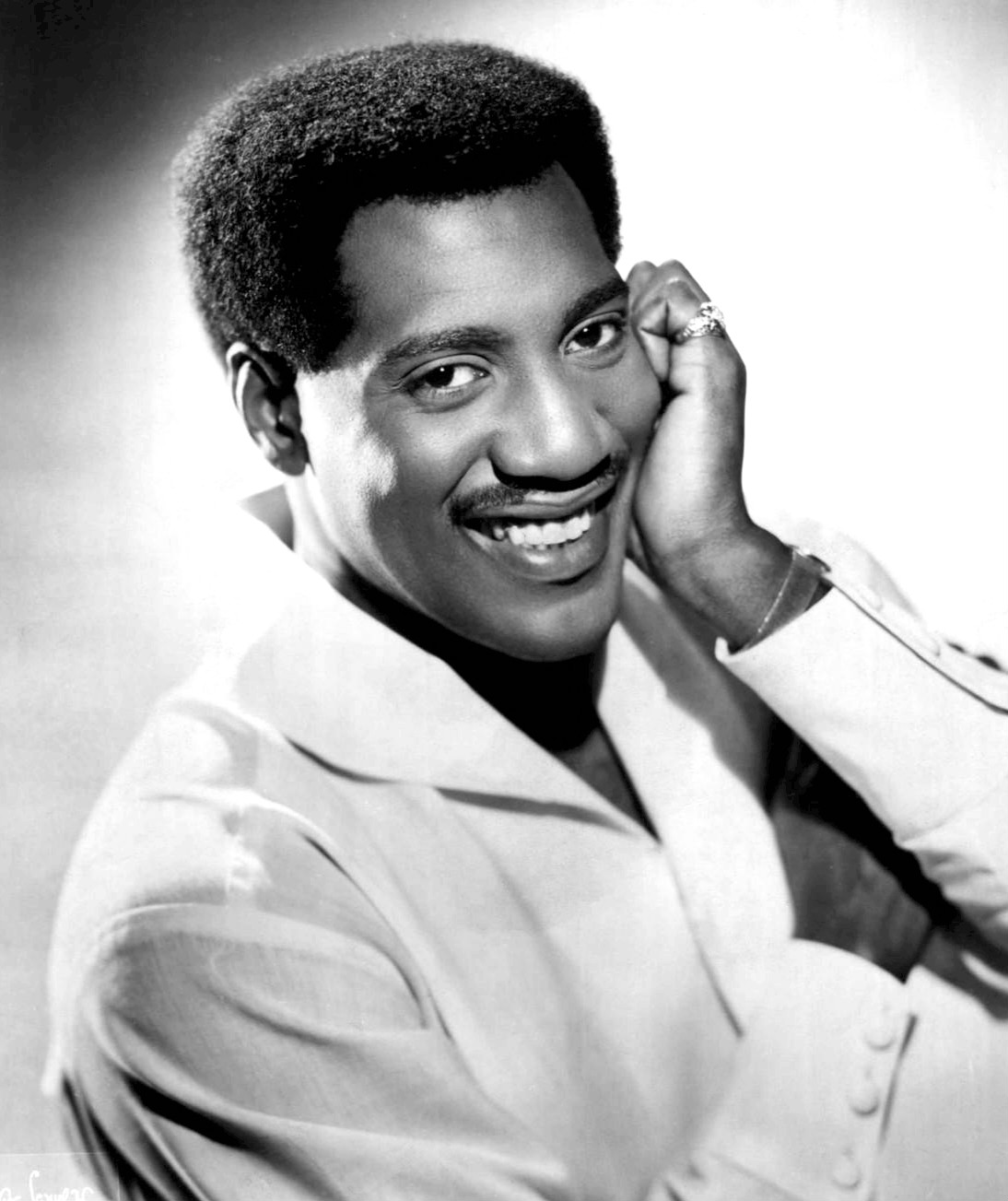
Otis Redding (1967)

Otis Redding (* 9. September 1941 in Dawson, Georgia; † 10. Dezember 1967 bei Madison, Wisconsin) war ein US-amerikanischer Sänger und Songwriter, der mit 26 Jahren bei einem Flugzeugabsturz starb und posthum einer der einflussreichsten Soul-Sänger der 1960er-Jahre wurde. Redding trägt den Beinamen King of Soul.

## Leben

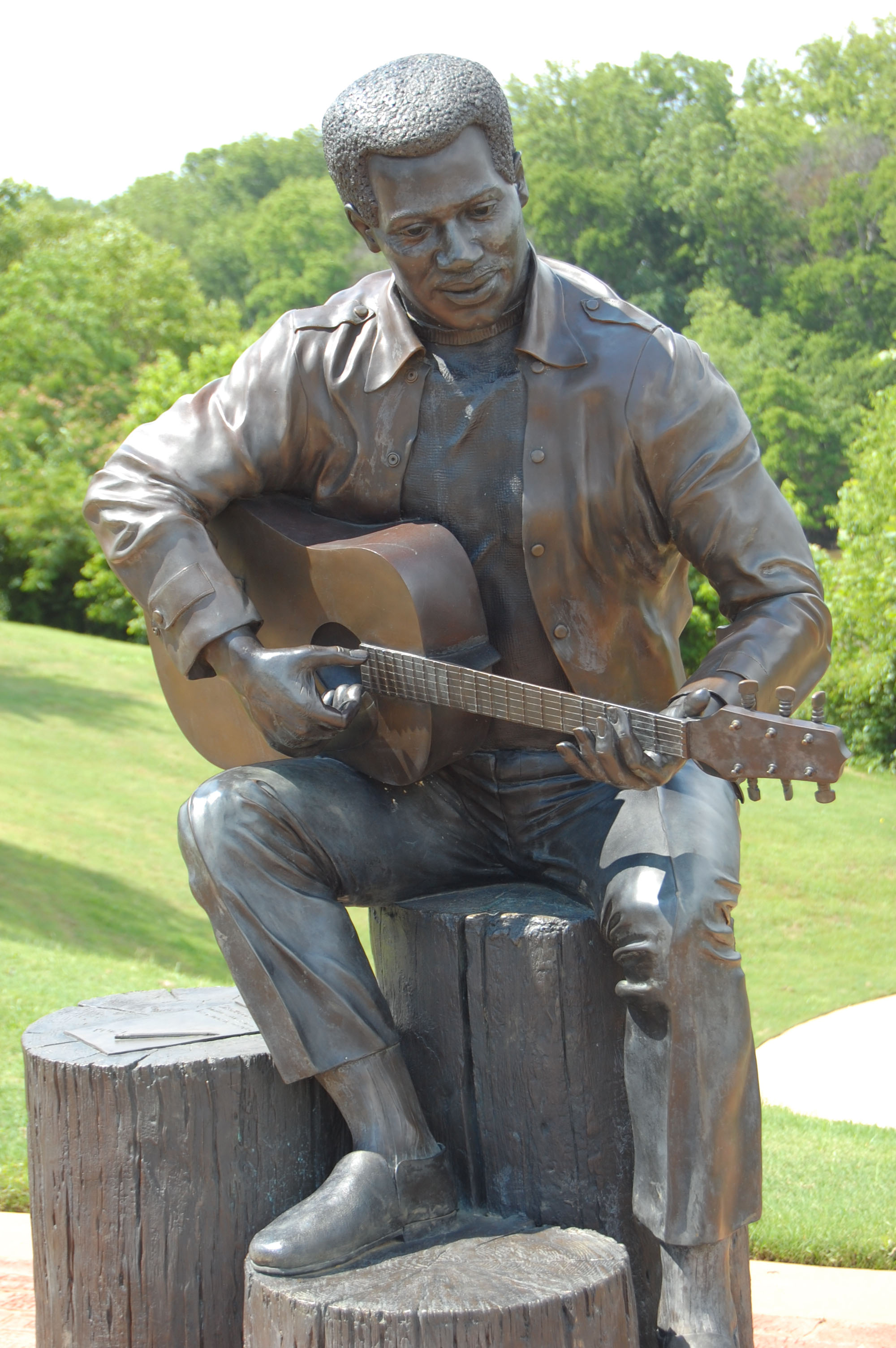
Statue von Redding in seiner Heimatstadt Macon, Georgia

Redding erhielt als Sohn eines schwarzen Baptistenpredigers in Dawson sehr früh ein Gefühl für Soulmusik. Bereits als Jugendlicher sang er in einem Kirchenchor. Im Alter von 15 Jahren besuchte er die High School in Macon, Georgia, dem Geburtsort von Little Richard, den er ebenso bewunderte wie Sam Cooke und aus deren beiden Stilen er seinen Gesang formte. Mit Little Richards Song Heeby-Jeebies gewann er mehrere Wochen hintereinander einen örtlichen Talentwettbewerb. Nach Abbruch der Studien schloss er sich Little Richards damaliger Band The Upsetters an.

### Karriere
Ab 1960 arbeitete er mit Johnny Jenkins and the Pinetoppers zusammen und nahm mit der Band im Juli desselben Jahres unter dem Namen Otis and the Shooters seine erste Platte auf (She’s All Right). Gerade bei diesen frühen Aufnahmen (so auch bei Shout Bamalama, ebenfalls aus dem Jahre 1960) ist noch stark die Anlehnung an Little Richard zu erkennen.
Der Durchbruch zu seiner eigenen Solokarriere kam im Oktober 1962, als Otis Redding seine Chance nutzte: Er bekam am Ende eines erfolglosen Aufnahmetages von Johnny Jenkins and the Pinetoppers die Möglichkeit, in der verbleibenden Zeit eine eigene Platte aufzunehmen. Das selbst komponierte Lied These Arms of Mine wurde in Windeseile aufgenommen und entwickelte sich nach der Veröffentlichung im November 1962 zu seinem ersten kleinen Hit (Platz 20 in den US-R&B-Charts, Platz 85 in den US-Pop-Charts).
Diese Aufnahme war bei Stax Records in Memphis entstanden, das zu einem der wichtigsten Soul-Labels der sechziger und siebziger Jahre werden sollte. Bis zu seinem frühen Tod war Otis einer der wichtigsten Künstler der Firma und nach Meinung aller damals Beteiligten musikalisches Herz und Inspiration für alle anderen Beteiligten. Er wurde damit zu einer maßgeblichen Figur des Memphis Soul.
Nach weiteren Single-Veröffentlichungen mit mittleren Platzierungen in den R&B/Soul-Charts 1963 und 1964 konnte er mit Mr. Pitiful Anfang 1965 seinen ersten Top-10-Hit in den R&B-/Soulcharts landen. Es folgten bis 1967 etliche weitere Top-10- und Top-20-Hits in diesen Charts:
- That’s How Strong My Love Is (1965), B-Seite von Mr. Pitiful. Das Stück wurde unter anderem von den Rolling Stones gecovert.
- I’ve Been Loving You Too Long (1965)
- Respect (1965), später ein Nr.-1-Hit für Aretha Franklin
- I Can’t Turn You Loose/Just One More Day (1965), Doppelsingle-Erfolg
- Satisfaction (1966), seine eigenwillige Version des Rolling-Stones-Klassikers
- My Lover’s Prayer (1966)
- Fa-Fa-Fa-Fa-Fa (Sad Song) (1966)
- Try a Little Tenderness (1966)
- Tramp (1967), Duett mit Carla Thomas
- Knock on Wood (1967), Duett mit Carla Thomas
- Shake (1967), Liveversion, Studioversion von 1965
- The Glory of Love (1967)

Otis Redding war insbesondere für seine Liveauftritte bekannt. So wurde ein Livemitschnitt seines Auftritts im New Yorker Apollo Theater besonders durch Shake und Satisfaction ein LP-Erfolg.
Redding schrieb viele seiner Lieder selbst, manche in Zusammenarbeit mit Steve Cropper (Booker T. & the M.G.’s). Auf einer Europa-Tournee des Stax Labels erlebte er es 1967 das erste Mal, wie ihm weiße Fans in Massen zujubelten. Im selben Jahr trat er auf dem bekannten Monterey Pop Festival auf, das ihm einen großen Popularitätsschub beim weißen Publikum einbrachte. Das Festival war das erste große Festival der Flower-Power-Bewegung; die Auftritte wurden zwar nicht bezahlt, jedoch bot das gemeinsame Auftreten mit vielen Größen der damaligen Musik eine gewisse Chance der Publizität. Andere, die hier ihre ersten großen Konzertauftritte hatten, waren Jimi Hendrix oder Janis Joplin. Redding brachte das Publikum nach damaligen Augenzeugenberichten bis an den Rand der Ekstase.
Redding brachte für Arthur Conley den Durchbruch, als er mit ihm zusammen den ursprünglich von Sam Cooke stammenden Titel Yeah Man in Sweet Soul Music umschrieb. Es wurde ein absoluter Hit, der bis auf die Nummer zwei in den US-Charts aufstieg und die Top Ten mehrerer europäischer Länder erreichte. Sweet Soul Music wurde allein in den USA über eine Million Mal verkauft und mit einer Goldenen Schallplatte ausgezeichnet.

### Tod
Otis Redding starb am 10. Dezember 1967, als er zusammen mit vier Mitgliedern seiner damaligen Begleitband The Bar Kays verunglückte. Sein zweimotoriges Flugzeug vom Typ Beechcraft Model 18 war auf dem Weg von einem Fernsehauftritt in Cleveland, Ohio zu einem Konzert in Madison, Wisconsin, als es bei Nebel, Regen und schlechter Sicht einige Meilen vor der Landung auf dem Flughafen Madison-Dane County in den eisigen Monona-See abstürzte, wobei nur das Bandmitglied Ben Cauley überlebte. Zu Reddings Beerdigung kamen 4500 Menschen.

### Posthumer Erfolg

Otis Redding – (Sittin' on) The dock of the bay

Während seines kurzen Lebens war es ihm nicht vergönnt, einen sogenannten Crossover-Hit zu landen, einen Hit also, der nicht nur in die Top 20 der Soulcharts gelangte, sondern auch die Popcharts erobern konnte. Lediglich vier seiner zu Lebzeiten veröffentlichten Singles erreichten zumindest Top-30-Platzierungen in den Pop-Charts. Seine erst am 7. Dezember 1967 aufgenommene Single (Sittin’ On) The Dock of the Bay wurde posthum veröffentlicht und Anfang 1968 zu seinem einzigen Nr.-1-Hit in den R&B-Charts, der auch die Pop-Charts anführte. Die Single war für sein damaliges Werk recht poppig und hatte weniger Soul-Anklänge. Er hatte den Song während seines Sommerurlaubs in der San Francisco Bay geschrieben. Direkt vor der Aufnahme hatte sich Redding die Polypen entfernen lassen; alle an den Aufnahmen Beteiligten sagten, dass er gesanglich in der Form seines Lebens gewesen sei. Für das Werk erhielt er 1969 posthum einen Grammy Award. Am 11. März 1968 wurde die Single für die Verkaufszahlen in den USA mit einer Goldenen Schallplatte ausgezeichnet.
Nach seinem Tod wurden zahlreiche weitere Singles und Langspielplatten bis 1970 mit bisher unveröffentlichten Liedern auf den Markt gebracht, die ihm weitere Top-10- und Top-20-Platzierungen in den R&B-Charts brachten. Viele davon waren in der Session direkt vor seinem Unfall aufgenommen worden.
- The Happy Song (Dum-Dum) (1968)
- Amen (1968)
- I’ve Got Dreams to Remember (1968)
- Papa’s Got a Brand New Bag (1968), Live-Aufnahme des James-Brown-Hits von 1966
- Love Man (1969)
- The Great Man Thomas B (posthum 2008)

Reddings Werk umfasst acht Langspielplatten, darunter das vielgerühmte Album Otis Blue aus dem Jahre 1965. Otis Redding gründete 1965 sein eigenes Platten-Label, Jotis, um neuen Künstlern eine Chance zu geben (unter anderem John Whitehead).
Der Rolling Stone listete Redding auf Rang 21 der 100 größten Musiker sowie auf Rang acht der 100 größten Sänger aller Zeiten.

## Sonstiges
1969 veröffentlichten The Doors auf ihrem Album The Soft Parade das Lied Runnin’ Blue (geschrieben von Robby Krieger), das vom Tod Reddings handelt (“Poor Otis dead and gone / left me here to sing his song”).
1970 erschien das Album Tell the Truth, das unter anderem den Song Johnny’s Heartbreak von 1967 enthält. Als Co-Autor wird der Country-Soul-Pionier Arthur Alexander genannt. Arthur Alexander verneint die Urheberschaft von Otis Redding ausdrücklich, da der Song bereits fertig gewesen sei, als Alexander diesen Redding präsentierte. Von Otis Redding stamme lediglich das „s“, denn ursprünglich lautete der Titel Johnny Heartbreak.
Seine Söhne Dexter Redding und Otis III Redding gründeten in den späten 1970er Jahren zusammen mit ihrem Cousin Mark Locket die Gruppe The Reddings, eine Funk- und Disco-Band, die mit ihrer Version von (Sittin’ On) The Dock of the Bay einen ihrer größten Hits hatten.
Die US-amerikanische Bluesrock-Band The Black Crowes hatte mit ihrer Interpretation von Hard to Handle im Jahr 1991 einen internationalen Hit.
Der von Marley Marl für die Juice Crew produzierte Song The Symphony aus dem Jahre 1988, enthält ein Sample von Reddings Hard to Handle. Des Weiteren produzierten die beiden Rapper Jay-Z und Kanye West im Jahr 2011 den Song Otis für ihr gemeinsames Album Watch the Throne. Das Lied beinhaltet ein Sample von Reddings Try a Little Tenderness.
Die amerikanische Emo-Punk-Band Spanish Love Songs nimmt auf ihrem Debütalbum Schmaltz im Song Otis/Carl Bezug auf Otis Reddings (Sittin’ On) The Dock of the Bay.

## Diskografie
Zur LP-Diskografie vergleiche: K.D. Tilch: Rock LPs 1955–1970. Band 3: M-S. 3. erw. Auflage. Taurus Press, Hamburg 1990, S. 1310f

### Studioalben
| Jahr                        | Titel                                                         | Höchstplatzierung, Gesamtwochen, AuszeichnungChartplatzierungen (Jahr, Titel, Platzierungen, Wochen, Auszeichnungen, Anmerkungen) | Höchstplatzierung, Gesamtwochen, AuszeichnungChartplatzierungen (Jahr, Titel, Platzierungen, Wochen, Auszeichnungen, Anmerkungen) | Höchstplatzierung, Gesamtwochen, AuszeichnungChartplatzierungen (Jahr, Titel, Platzierungen, Wochen, Auszeichnungen, Anmerkungen) | Höchstplatzierung, Gesamtwochen, AuszeichnungChartplatzierungen (Jahr, Titel, Platzierungen, Wochen, Auszeichnungen, Anmerkungen) | Anmerkungen                                                                    |
| Jahr                        | Titel                                                         | DE | UK | US | R&B | Anmerkungen                                                                    |
| --------------------------- | ------------------------------------------------------------- | --- | --- | --- | --- | ------------------------------------------------------------------------------ |
| 1964                        | Pain in My Heart                                              | — | UK28 (9 Wo.)UK | US103 (8 Wo.)US | — | Erstveröffentlichung: März 1964 in UK erst 1967 veröffentlicht                 |
| 1965                        | The Great Otis Redding Sings Soul Ballads                     | — | UK30 (1 Wo.)UK | US147 (3 Wo.)US | R&B3 (14 Wo.)R&B | Erstveröffentlichung: März 1965                                                |
| 1965                        | Otis Blue: Otis Redding Sings Soul                            | — | UK6 Gold · (75 Wo.)UK | US75 (34 Wo.)US | R&B1 (13 Wo.)R&B | Erstveröffentlichung: 15. September 1965 Platz 74 der Rolling-Stone-500 (2003) |
| 1966                        | The Soul Album                                                | — | UK22 (9 Wo.)UK | US54 (29 Wo.)US | R&B3 (28 Wo.)R&B | Erstveröffentlichung: April 1966                                               |
| 1966                        | Complete & Unbelievable … The Otis Redding Dictionary of Soul | — | UK23 (16 Wo.)UK | US73 (15 Wo.)US | R&B5 (22 Wo.)R&B | Erstveröffentlichung: Oktober 1966 Platz 251 der Rolling-Stone-500 (2003)      |
| 1967                        | King & Queen                                                  | — | UK18 (17 Wo.)UK | US36 (31 Wo.)US | R&B5 (25 Wo.)R&B | Erstveröffentlichung: 16. März 1967 Duettalbum mit Carla Thomas                |
| Posthume Veröffentlichungen |                                                               | | | | |                                                                                |
|                             |                                                               | | | | |                                                                                |
| 1968                        | The Dock of the Bay                                           | DE17 (2 Wo.)DE | UK1 (15 Wo.)UK | US4 (42 Wo.)US | R&B1 (37 Wo.)R&B | Erstveröffentlichung: 23. Februar 1968 Platz 161 der Rolling-Stone-500 (2003)  |
| 1968                        | The Immortal Otis Redding                                     | — | UK19 (8 Wo.)UK | US58 (21 Wo.)US | R&B3 (28 Wo.)R&B | Erstveröffentlichung: Juni 1968                                                |
| 1969                        | Love Man                                                      | — | — | US46 (14 Wo.)US | R&B8 (20 Wo.)R&B | Erstveröffentlichung: Juni 1969                                                |
| 1970                        | Tell the Truth                                                | — | — | US200 (2 Wo.)US | R&B26 (10 Wo.)R&B | Erstveröffentlichung: 1. Juli 1970                                             |

grau schraffiert: keine Chartdaten aus diesem Jahr verfügbar

### Livealben
| Jahr | Titel                                                                       | Höchstplatzierung, Gesamtwochen, AuszeichnungChartplatzierungen (Jahr, Titel, Platzierungen, Wochen, Auszeichnungen, Anmerkungen) | Höchstplatzierung, Gesamtwochen, AuszeichnungChartplatzierungen (Jahr, Titel, Platzierungen, Wochen, Auszeichnungen, Anmerkungen) | Höchstplatzierung, Gesamtwochen, AuszeichnungChartplatzierungen (Jahr, Titel, Platzierungen, Wochen, Auszeichnungen, Anmerkungen) | Höchstplatzierung, Gesamtwochen, AuszeichnungChartplatzierungen (Jahr, Titel, Platzierungen, Wochen, Auszeichnungen, Anmerkungen) | Anmerkungen |
| Jahr | Titel                                                                       | DE | UK | US | R&B | Anmerkungen |
| ---- | --------------------------------------------------------------------------- | --- | --- | --- | --- | --- |
| 1967 | Otis Redding Live in Europe                                                 | — | UK14 (16 Wo.)UK | US32 (42 Wo.)US | R&B8 (20 Wo.)R&B | Erstveröffentlichung: 10. Juli 1967 Platz 474 der Rolling-Stone-500 (2003) |
| 1968 | Otis Redding in Person at the Whisky a Go Go                                | — | — | US82 (17 Wo.)US | R&B7 (18 Wo.)R&B | Erstveröffentlichung: 1. Oktober 1968 live aufgenommen im April 1966 im Whisky a Go Go in Los Angeles |
| 1970 | (Historic Performances Recorded at the) Monterey International Pop Festival | DE9 (5 Wo.)DE | — | US16 Gold · (20 Wo.)US | R&B15 (9 Wo.)R&B | Erstveröffentlichung: 26. August 1970; Splitalbum, je eine Albumseite von Otis Redding und Jimi Hendrix live aufgenommen im Juni 1967 beim Monterey Pop Festival, Begleitveröffentlichung zum Film Monterey Pop (1968), mit The Jimi Hendrix Experience |

Weitere Livealben
- 1993: Good to Me: Live at the Whisky a Go Go, Vol. 2

### Kompilationen
| Jahr | Titel                                                    | Höchstplatzierung, Gesamtwochen, AuszeichnungChartplatzierungen (Jahr, Titel, Platzierungen, Wochen, Auszeichnungen, Anmerkungen) | Höchstplatzierung, Gesamtwochen, AuszeichnungChartplatzierungen (Jahr, Titel, Platzierungen, Wochen, Auszeichnungen, Anmerkungen) | Höchstplatzierung, Gesamtwochen, AuszeichnungChartplatzierungen (Jahr, Titel, Platzierungen, Wochen, Auszeichnungen, Anmerkungen) | Höchstplatzierung, Gesamtwochen, AuszeichnungChartplatzierungen (Jahr, Titel, Platzierungen, Wochen, Auszeichnungen, Anmerkungen) | Anmerkungen                                                                          |
| Jahr | Titel                                                    | CH | UK | US | R&B | Anmerkungen                                                                          |
| ---- | -------------------------------------------------------- | --- | --- | --- | --- | ------------------------------------------------------------------------------------ |
| 1967 | History of Otis Redding                                  | — | UK2 (43 Wo.)UK | US9 (50 Wo.)US | R&B1 (48 Wo.)R&B | Erstveröffentlichung: November 1967                                                  |
| 1972 | The Best of Otis Redding                                 | — | — | US76 (15 Wo.)US | R&B34 (12 Wo.)R&B |                                                                                      |
| 1987 | The Dock of the Bay – The Definitive Collection          | — | UK44 ×2Doppelplatin · (27 Wo.)UK                                                                                                  | — | — | Charteinstieg in UK erst 1993                                                        |
| 1992 | The Very Best of Otis Redding                            | — | UK26 Gold (Warner) + Gold (Atlantic/Rhino) · (8 Wo.)UK                                                                            | US— ×2DoppelplatinUS | — | Erstveröffentlichung: 10. November 1992 Charteinstieg UK: 2000                       |
| 2007 | Pure Southern Soul: Otis Redding                         | — | — | US160 (2 Wo.)US | — |                                                                                      |
| 2018 | The Very Best of Aretha Franklin & Otis Redding Together | CH12 (1 Wo.)CH | UK— SilberUK | — | — | Erstveröffentlichung: 17. August 2012 Split-Doppel-CD Aretha Franklin & Otis Redding |

grau schraffiert: keine Chartdaten aus diesem Jahr verfügbar
Weitere Kompilationen
- 1998: Love Songs (UK: Gold)
- 2006: I’ve Been Loving You Too Long and Other Hits (US: Gold)
- 2007: Definitive Soul (UK: Gold)
- 2013: Lonely & Blue: The Deepest Soul of Otis Redding
- 2014: The King of Soul (4 CD-Box)
- 2015: Soul Manifesto: 1964–1970 (12-CD-Box)
- 2016: Live at the Whiskey a Go Go - The Complete Recordings (7-CD-Box)
- 2017: Stax Classics

### Singles
| Jahr | Titel Album                                                                             | Höchstplatzierung, Gesamtwochen, AuszeichnungChartplatzierungen (Jahr, Titel, Album, Platzierungen, Wochen, Auszeichnungen, Anmerkungen) | Höchstplatzierung, Gesamtwochen, AuszeichnungChartplatzierungen (Jahr, Titel, Album, Platzierungen, Wochen, Auszeichnungen, Anmerkungen) | Höchstplatzierung, Gesamtwochen, AuszeichnungChartplatzierungen (Jahr, Titel, Album, Platzierungen, Wochen, Auszeichnungen, Anmerkungen) | Höchstplatzierung, Gesamtwochen, AuszeichnungChartplatzierungen (Jahr, Titel, Album, Platzierungen, Wochen, Auszeichnungen, Anmerkungen) | Höchstplatzierung, Gesamtwochen, AuszeichnungChartplatzierungen (Jahr, Titel, Album, Platzierungen, Wochen, Auszeichnungen, Anmerkungen) | Höchstplatzierung, Gesamtwochen, AuszeichnungChartplatzierungen (Jahr, Titel, Album, Platzierungen, Wochen, Auszeichnungen, Anmerkungen) | Anmerkungen |
| Jahr | Titel Album                                                                             | DE | AT | CH | UK | US | R&B | Anmerkungen |
| ---- | --------------------------------------------------------------------------------------- | --- | --- | --- | --- | --- | --- | --- |
| 1962 | These Arms of Mine Pain in My Heart                                                     | — | — | — | UK— SilberUK | US85 Gold · (3 Wo.)US | R&B20 (1 Wo.)R&B | Erstveröffentlichung: 7. November 1962 Autor: O. Redding |
| 1963 | That’s What My Heart Needs Pain in My Heart                                             | — | — | — | — | — | R&B27 (2 Wo.)R&B | Erstveröffentlichung: Juni 1963 Autor: O. Redding |
| 1963 | Pain in My Heart                                                                        | — | — | — | — | US61 (11 Wo.)US | R&B11 (13 Wo.)R&B | Erstveröffentlichung: September 1963 Autor: A. Toussaint |
| 1964 | Come to Me The Great Otis Redding Sings Soul Ballads                                    | — | — | — | — | US69 (7 Wo.)US | R&B26 (8 Wo.)R&B | Erstveröffentlichung: Februar 1964 Autoren: O. Redding, Phil Walden |
| 1964 | Security Pain In My Heart                                                               | — | — | — | — | US97 (1 Wo.)US | R&B23 (10 Wo.)R&B | Erstveröffentlichung: 24. April 1964 Autor: O. Redding |
| 1964 | Chained and Bound The Great Otis Redding Sings Soul Ballads                             | — | — | — | — | US70 (7 Wo.)US | R&B6 (14 Wo.)R&B | 15. September 1964 : Autor: O. Redding |
| 1964 | Mr. Pitiful The Great Otis Redding Sings Soul Ballads                                   | — | — | — | — | US41 (9 Wo.)US | R&B10 (13 Wo.)R&B | Erstveröffentlichung: 30. Dezember 1964 Autoren: S. Cropper, O. Redding B-Seite: That’s How Strong My Love Is                                                                                           |
| 1964 | That’s How Strong My Love Is The Great Otis Redding Sings Soul Ballads                  | — | — | — | — | US74 (4 Wo.)US | R&B18 (6 Wo.)R&B | Autor: Roosevelt Jamison B-Seite von Mr. Pitiful |
| 1965 | I’ve been Loving You Too Long (To Stop Now) Otis Blue: Otis Redding Sings Soul          | — | — | — | UK— SilberUK | US21 Gold · (11 Wo.)US | R&B2 (12 Wo.)R&B | Erstveröffentlichung: 22. April 1965 Autor: J. Butler, O. Redding Platz 110 der Rolling-Stone-500 (2004)                                                                                                |
| 1965 | Respect Otis Blue: Otis Redding Sings Soul                                              | — | — | — | — | US35 (11 Wo.)US | R&B4 (16 Wo.)R&B | Erstveröffentlichung: 15. August 1965 Autor: O. Redding |
| 1965 | My Girl Otis Blue: Otis Redding Sings Soul                                              | — | — | — | UK11 (25 Wo.)UK | — | — | Erstveröffentlichung: November 1965 Original: The Temptations (1965); Autoren: S. Robinson, Ronald White enthält 9 Wochen vom Wiedereintritt 1968 (Höchstplatzierung Platz 36)                          |
| 1965 | I Can’t Turn You Loose –                                                                | — | — | — | UK29 (8 Wo.)UK | — | R&B11 (8 Wo.)R&B | Erstveröffentlichung: Dezember 1965 Autor: O. Redding B-Seite: Just One More Day in UK erst im August 1966 platziert                                                                                    |
| 1965 | Just One More Day The Soul Album                                                        | — | — | — | — | US85 (5 Wo.)US | R&B15 (9 Wo.)R&B | Autoren: O. Redding, S. Cropper, McEvoy Robinson B-Seite von I Can’t Turn You Loose |
| 1966 | Satisfaction Otis Blue: Otis Redding Sings Soul                                         | — | — | — | UK33 (4 Wo.)UK | US31 (8 Wo.)US | R&B4 (12 Wo.)R&B | Erstveröffentlichung: 15. Februar 1966 Original: The Rolling Stones (1965); Autoren: M. Jagger, K. Richards                                                                                             |
| 1966 | My Lover’s Prayer Complete & Unbelievable … The Otis Redding Dictionary of Soul         | — | — | — | UK37 (6 Wo.)UK | US61 (7 Wo.)US | R&B10 (10 Wo.)R&B | Erstveröffentlichung: 12. Mai 1966 Autor: O. Redding |
| 1966 | Fa-Fa-Fa-Fa-Fa (Sad Song) Complete & Unbelievable … The Otis Redding Dictionary of Soul | — | — | — | UK23 (9 Wo.)UK | US29 (8 Wo.)US | R&B12 (10 Wo.)R&B | Erstveröffentlichung: 7. September 1966 Autoren: S. Cropper, O. Redding |
| 1966 | Try a Little Tenderness Complete & Unbelievable … The Otis Redding Dictionary of Soul   | — | — | — | UK46 Silber · (4 Wo.)UK | US25 Gold · (10 Wo.)US | R&B4 (12 Wo.)R&B | Erstveröffentlichung: 14. November 1966 Original: Ted Lewis (1933); Autoren: Jimmy Campbell, Reg Connelly, Harry M. Woods Rock and Roll Hall of Fame; Platz 204 der Rolling-Stone-500 (2004)            |
| 1967 | Day Tripper Complete & Unbelievable … The Otis Redding Dictionary of Soul               | — | — | — | UK43 (6 Wo.)UK | — | — | Original: The Beatles (1965); Autoren: J. Lennon, P. McCartney |
| 1967 | I Love You More Than Words Can Say The Dock of the Bay                                  | — | — | — | — | US78 (3 Wo.)US | R&B30 (3 Wo.)R&B | Erstveröffentlichung: 21. März 1967 Autoren: E. Floyd, B. T. Jones B-Seite: Let Me Come On Home |
| 1967 | Let Me Come On Home The Dock of the Bay                                                 | — | — | — | UK48 (1 Wo.)UK | — | — | Autoren: A. Jackson, B. T. Jones, O. Redding B-Seite von I Love You More Than Words Can Say |
| 1967 | Tramp King & Queen                                                                      | — | — | — | UK18 (11 Wo.)UK | US26 (9 Wo.)US | R&B2 (13 Wo.)R&B | Erstveröffentlichung: 13. April 1964 Autor: L. Fulson, J. McCracklin als Otis & Carla |
| 1967 | Shake Otis Redding Live in Europe                                                       | — | — | — | UK28 (10 Wo.)UK | US47 (6 Wo.)US | R&B16 (7 Wo.)R&B | Erstveröffentlichung: 27. April 1964 Original/Autor: Sam Cooke (1965); Liveaufnahme |
| 1967 | Glory of Love The Dock of the Bay                                                       | — | — | — | — | — | R&B19 (7 Wo.)R&B | Erstveröffentlichung: 30. Juni 1967 Original: Benny Goodman (1936, Pop Platz 1); Version: The Five Keys (1951, R&B Platz 1); Autor: Billy Hill aus dem Film Rat mal, wer zum Essen kommt                |
| 1967 | Knock on Wood King & Queen                                                              | — | — | — | UK35 (5 Wo.)UK | US30 (9 Wo.)US | R&B8 (8 Wo.)R&B | Erstveröffentlichung: 28. Juli 1967 Original: Eddie Floyd (1966); Autoren: S. Cropper, E. Floyd mit Carla Thomas                                                                                        |
| 1968 | (Sittin’ On) The Dock of the Bay The Dock of the Bay                                    | DE16 Gold · (6 Wo.)DE | — | CH7 (6 Wo.)CH | UK3 ×3Dreifachplatin · (16 Wo.)UK | US1 ×3Dreifachplatin · (16 Wo.)US | R&B1 (15 Wo.)R&B | Erstveröffentlichung: 8. Januar 1968 Autoren: O. Redding, S. Cropper Grammy (R&B-Song/R&B-Gesangsdarbietung); Grammy HoF, Rock and Roll HoF Platz 28 der Rolling-Stone-500 (2004)                       |
| 1968 | Lovey Dovey King & Queen                                                                | — | — | — | — | US60 (6 Wo.)US | R&B21 (7 Wo.)R&B | Erstveröffentlichung: 24. Januar 1968 Autoren: Eddie Curtis, A. Ertegun als Otis & Carla |
| 1968 | The Happy Song (Dum-Dum) The Immortal Otis Redding                                      | — | — | — | UK24 (5 Wo.)UK | US25 (8 Wo.)US | R&B10 (9 Wo.)R&B | Erstveröffentlichung: 8. April 1968 Autoren: O. Redding, S. Cropper |
| 1968 | Amen The Immortal Otis Redding                                                          | — | — | — | — | US36 (5 Wo.)US | R&B15 (8 Wo.)R&B | Erstveröffentlichung: Juli 1967 Autor: O. Redding B-Seite: Hard to Handle |
| 1968 | Hard to Handle The Immortal Otis Redding                                                | — | — | — | UK15 Silber · (12 Wo.)UK | US51 (7 Wo.)US | R&B38 (4 Wo.)R&B | Autor: Allen Jones, Al Bell B-Seite von Amen |
| 1968 | I’ve Got Dreams to Remember The Immortal Otis Redding                                   | — | — | — | — | US41 (7 Wo.)US | R&B6 (9 Wo.)R&B | Erstveröffentlichung: September 1968 Autoren: O. Redding, Zelma Redding |
| 1968 | Papa’s Got a Brand New Bag –                                                            | — | — | — | — | US21 (9 Wo.)US | R&B10 (10 Wo.)R&B | Erstveröffentlichung: November 1968 Original/Autor: James Brown (1965) live aufgenommen im Whisky a Go-Go                                                                                               |
| 1969 | A Lover’s Question Love Man                                                             | — | — | — | — | US48 (6 Wo.)US | R&B20 (5 Wo.)R&B | Original: Clyde McPhatter (1958, R&B Platz 1); Autoren: B. Benton, Jimmy T. Williams |
| 1969 | Love Man                                                                                | — | — | — | UK43 (3 Wo.)UK | US72 (5 Wo.)US | R&B17 (7 Wo.)R&B | Autor: O. Redding |
| 1969 | Free Me Love Man                                                                        | — | — | — | — | — | R&B30 (5 Wo.)R&B | Autor: O. Redding, Gene Lawson |
| 2011 | Otis Watch The Throne                                                                   | — | AT73 (1 Wo.)AT | CH61 (2 Wo.)CH | UK60 Platin · (1 Wo.)UK | US12 ×3Dreifachplatin · (20 Wo.)US | R&B2 (25 Wo.)R&B | Erstveröffentlichung: 25. Juli 2011 Autoren: K. West, S. Carter, J. Brown, Jimmy Campbell, Reg Connelly, Harry M. Woods, Roy Hammond, Joseph Roach, Kirk Robinson Jay Z & Kanye West feat. Otis Redding |

grau schraffiert: keine Chartdaten aus diesem Jahr verfügbar

## Auszeichnungen für Musikverkäufe
| Silberne Schallplatte - Vereinigtes Königreich - 2023: für das Lied Stand By Me - 2024: für das Lied Merry Christmas Baby Goldene Schallplatte - Australien - 2000: für das Album The Dock of the Bay – The Definitive Collection - Dänemark - 2014: für das Streaming Otis - Frankreich - 1995: für das Album The Otis Redding Story - Italien - 2019: für die Single (Sittin’ On) The Dock of the Bay - Kanada - 2012: für die Single Otis - Neuseeland - 2016: für die Single Otis - Spanien - 2001: für das Album The Dock of the Bay – The Definitive Collection - 2024: für das Lied Stand By Me | 2× Goldene Schallplatte - Frankreich - 1998: für das Album The Very Best of Platin-Schallplatte - Dänemark - 2024: für die Single (Sittin’ On) The Dock of the Bay - Neuseeland - 2024: für das Album The King of Soul - Spanien - 2024: für die Single (Sittin’ On) The Dock of the Bay 3× Platin-Schallplatte - Frankreich - 2013: für das Album Best of the Dock Of The Bay 5× Platin-Schallplatte - Neuseeland - 2025: für die Single (Sittin’ On) The Dock of the Bay |

Anmerkung: Auszeichnungen in Ländern aus den Charttabellen bzw. Chartboxen sind in ebendiesen zu finden.
| Land/RegionAuszeichnungen für Musikverkäufe (Land/Region, Auszeichnungen, Verkäufe, Quellen) | Silber     | Gold       | Platin       | Verkäufe   | Quellen              |
| -------------------------------------------------------------------------------------------- | ---------- | ---------- | ------------ | ---------- | -------------------- |
| Australien (ARIA)                                                                            | —          | Gold1      | —            | 35.000     | aria.com.au          |
| Dänemark (IFPI)                                                                              | —          | Gold1      | Platin1      | 90.000     | ifpi.dk              |
| Deutschland (BVMI)                                                                           | —          | Gold1      | —            | 300.000    | musikindustrie.de    |
| Frankreich (SNEP)                                                                            | —          | 3× Gold3   | 3× Platin3   | 600.000    | infodisc.fr          |
| Italien (FIMI)                                                                               | —          | —          | Platin1      | 100.000    | fimi.it              |
| Kanada (MC)                                                                                  | —          | Gold1      | —            | 40.000     | musiccanada.com      |
| Neuseeland (RMNZ)                                                                            | —          | Gold1      | 6× Platin6   | 172.500    | radioscope.co.nz NZ2 |
| Spanien (Promusicae)                                                                         | —          | 2× Gold2   | Platin1      | 140.000    | elportaldemusica.es  |
| Vereinigte Staaten (RIAA)                                                                    | —          | 5× Gold5   | 8× Platin8   | 10.500.000 | riaa.com             |
| Vereinigtes Königreich (BPI)                                                                 | 7× Silber7 | 5× Gold5   | 6× Platin6   | 4.760.000  | bpi.co.uk            |
| Insgesamt                                                                                    | 7× Silber7 | 20× Gold20 | 26× Platin26 |            |                      |

## Filme
- Otis – The King of Soul Music. Dokumentarfilm, Deutschland, 2013, 59 Min., Buch und Regie: Stefan Morawietz, Produktion: Intact Production, arte, WDR, SWR, Reihe: Summer of Soul, Erstsendung: 11. August 2013 bei arte, Inhaltsangabe von arte.
- Dreams to Remember (The Legacy of Otis Redding), Dokumentarfilm, USA 2007, 92 min., Regie: Phillip Galloway, David Peck
- Shake! – Otis at Monterey. Dokumentarfilm, USA, 1987, 19 Min., Regie: D. A. Pennebaker. Kompletter Auftritt von Otis Redding beim Monterey Pop Festival, 1967.